# Report Verlag – Künstler verlegen Künstler
report – Künstler verlegen Künstler war ein schweizerisches Gemeinschaftsprojekt zeitgenössischer Künstlerinnen und Künstler, welches von 1998 bis 2006 bestand. Jedes Heft bot eine Plattform für das Werk eines Künstlers oder Künstlerin.

## Geschichte
report wurde im Juli 1998 von Susanne Schär, Rainer Eisch, Heinrich Gartentor und Dominik Stauch gegründet. Absicht und erklärtes Ziel der Gründer von report war es, Publikationen und Projekte von Künstlerinnen und Künstlern zu präsentieren. Kern des Projekts waren Hefte von Künstlerinnen und Künstlern. Die Hefte wurden in unregelmäßigen Zeitabständen herausgegeben. Jeweils ein Künstler oder eine Künstlerin erarbeitete eine ganze Nummer der report-Künstlerhefte. Im Gegensatz zu den üblichen Kunstzeitschriften dokumentierte report nicht, sondern bot die Plattform, Kunst in Heftform zu schaffen. Die Künstler waren in der Gestaltung der Seiten frei, sie hielten sich lediglich an das Format (24/34 cm) und den Umfang (20 Seiten).
report war ideell und finanziell unabhängig. Das Projekt wurde nicht subventioniert und lebte vom Enthusiasmus und freiwilligen Engagement der beteiligten Kunstschaffenden. Finanzielle Mittel für Fremdleistungen, beispielsweise bei der Produktion der Kunsthefte, flossen report durch Unterstützungsbeiträge von Kunstfreunden, Institutionen und privaten Unternehmen zu.

## report-Künstlerinnen- und -Künstlerhefte
Insgesamt entstanden 21 Ausgaben der report-Künstlerhefte, in der Regel in einer Auflage von 530 Exemplaren und begleitet von signierten Multiples, wie z. B. Audio-CD, einem Video, einer Druckgrafik etc.
- Susanne Schär, My Personal Network, 1998, ISBN 3-907591-02-X
- Dominik Stauch, Zeichnungen, 1998, ISBN 3-907591-03-8
- Heinrich Gartentor, Under Construction, 1998, ISBN 3-907591-01-1
- Rainer Eisch, 01, 1998, ISBN 3-907591-00-3
- Christian Helmle, Karrenfeld, 2000, ISBN 3-907591-08-9
- Hanspeter Gempeler, Memory Tank, 2000, ISBN 3-907591-01-1
- Heinrich Gartentor, Secret Spot, 2000, ISBN 3-907591-14-3
- Paola De Michiel, Tannenhimmelrosenhonignebel, 2000, ISBN 3-907591-07-0
- Bernhard Huwiler, Zeichnen ist eine Möglichkeit, 2001, ISBN 3-907591-17-8
- Dominik Stauch, go Johnny go, 2001, ISBN 3-907591-18-6
- Beat Feller, Zeichnungen auf Holz, 2002, ISBN 3-907591-23-2
- Denise Ziegler, Collection of lines on text pages, 2002, ISBN 3-907591-02-X
- Dominique Uldry, Von Zeit zu Zeit, 2002, ISBN 3-907591-29-1
- Erik Dettwiler, Highways and Lowways, 2002, ISBN 3-907591-20-8
- Filip Haag, Malen mit Licht, 2002, ISBN 3- 907591-22-4
- Osamu Okuda, 2002, ISBN 3-907591-26-7
- Peter Willen, ohne Titel, 2002, ISBN 3-907591-21-6
- Elsbeth Böniger, 2003, ISBN 3-907591-31-3
- Ruth Buck, 2003, ISBN 3-907591-32-1
- Ulrika Ferm, Rapport, 2003, ISBN 3-907591-28-3
- Martin Loosli, transmissionspfahlbau im mitteilungswesen, 2004, ISBN 3-907591-39-9

## Weitere Publikationen
Nebst den Heften und Editionen entstanden weitere Publikationen wie Audio-CDs, DVDs, CD-ROMs oder reine Internetprojekte, mit Künstlerinnen und Künstlern wie Birgit Jensen, Bruno Steiner, Erich Busslinger, Kapelle Clairemont, Peter Spillmann, Urs Hodel Lee und Beat und Ernst Feller.

## Weblink (Archiv)
- Archivseite der Website von 2006